# Gondarém

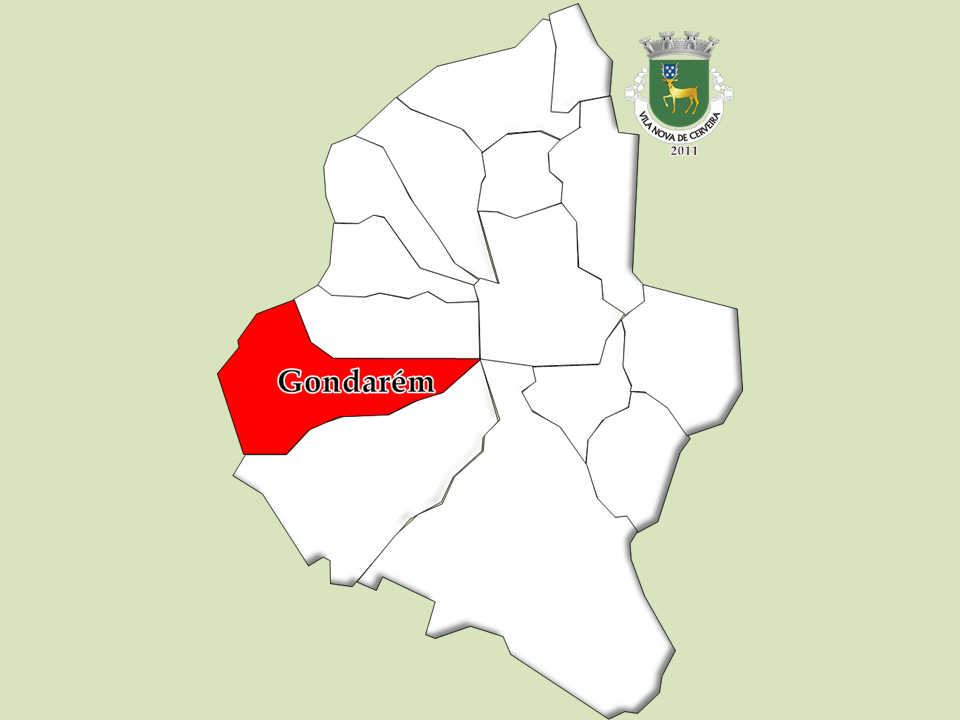
Localização da Freguesia de Gondarém no Município de Vila Nova de Cerveira

Gondarém é uma povoação portuguesa sede da Freguesia de Gondarém do Município de Vila Nova de Cerveira, freguesia com 6,86 km² de área e 909 habitantes (censo de 2021), tendo, por isso, uma densidade populacional de 132,5 hab./km².
Frente a Gondarém, no rio Minho, encontra-se a Ilha da Boega.

## Demografia
A população registada nos censos foi:
| Distribuição da População por Grupos Etários | Distribuição da População por Grupos Etários | Distribuição da População por Grupos Etários | Distribuição da População por Grupos Etários | Distribuição da População por Grupos Etários |
| -------------------------------------------- | -------------------------------------------- | -------------------------------------------- | -------------------------------------------- | -------------------------------------------- |
| Ano                                          | 0-14 Anos                                    | 15-24 Anos                                   | 25-64 Anos                                   | > 65 Anos                                    |
| 2001                                         | 157                                          | 147                                          | 526                                          | 161                                          |
| 2011                                         | 144                                          | 96                                           | 534                                          | 236                                          |
| 2021                                         | 103                                          | 95                                           | 451                                          | 260                                          |